# 해밀턴 부인
《해밀턴 부인》(영어: That Hamilton Woman 또는 영어: Lady Hamilton)은 1941년 개봉한 역사 드라마 영화로, 알렉산더 코다가 감독을 맡았다.

## 출연

### 주연
- 비비안 리
- 로렌스 올리비에

### 조연
- 앨런 모우브레이
- 사라 올굿
- 글래디스 쿠퍼
- 헨리 윌콕슨
- 헤더 안젤

## 기타
- 음향: 잭 휘트니
- 미술: 빈센트 코르다
- 의상: 린 허버트

## 같이 보기
- 나폴레옹 전쟁